# Batrachedra
Batrachedra là chi bướm đêm lớn nhất thuộc họ Batrachedridae. 

## Các loài
Chi này bao gồm các loài:
- Batrachedra acrodeta
- Batrachedra agaura
- Batrachedra albanica
- Batrachedra albicapitella
- Batrachedra albistrigella
- Batrachedra amydraula

- Ấu trùng ăn: Derris trifoliata, Phoenix dactylifera

- Batrachedra angusta
- Batrachedra aphypnota
- Batrachedra arenosella

- Ấu trùng ăn: Cocos nucifera, Juncus, Livistona subglobosa, Macadamia, Phoenix, Schefflera stellata

- Batrachedra astathma
- Batrachedra astricta
- Batrachedra atomosella
- Batrachedra atriloqua

- Ấu trùng ăn: Cocos nucifera

- Batrachedra bedelliella

- Ấu trùng ăn: Asplenium nidus

- Batrachedra bermudensis
- Batrachedra busiris
- Batrachedra calator
- Batrachedra capnospila
- Batrachedra clemensella
- Batrachedra comosae

- Ấu trùng ăn: Ananas comosus

- Batrachedra concitata
- Batrachedra concors
- Batrachedra conspersa
- Batrachedra copia
- Batrachedra crypsineura
- Batrachedra cuniculata

- Ấu trùng ăn: Cyperus, Scirpus

- Batrachedra curvilineella

- Ấu trùng ăn: Crataegus

- Batrachedra daduchus
- Batrachedra decoctor

- Ấu trùng ăn: Serenoa repens

- Batrachedra diplosema
- Batrachedra ditrota
- Batrachedra dolichoscia
- Batrachedra elucus
- Batrachedra enormis
- Batrachedra ephelus
- Batrachedra epimyxa
- Batrachedra epixantha
- Batrachedra epombra
- Batrachedra eremochtha
- Batrachedra eucola
- Batrachedra eurema
- Batrachedra eustola
- Batrachedra filicicola

- Ấu trùng ăn: nhiều loại dương xỉ

- Batrachedra folia
- Batrachedra garritor
- Batrachedra granosa
- Batrachedra hageter
- Batrachedra halans
- Batrachedra helarcha
- Batrachedra heliota
- Batrachedra holochlora
- Batrachedra hologramma
- Batrachedra hypachroa
- Batrachedra hypoleuca
- Batrachedra hypoxutha
- Batrachedra illusor
- Batrachedra isochtha

- Ấu trùng ănt: Phoenix

- Batrachedra kabulella
- Batrachedra knabi
- Batrachedra leucophyta
- Batrachedra libator
- Batrachedra linaria
- Batrachedra liopsis
- Batrachedra litterata
- Batrachedra lomentella

- Ấu trùng ăn: various dương xỉ

- Batrachedra lygropis
- Batrachedra macroloncha
- Batrachedra mathesoni

- Ấu trùng ăn: Cocos nucifera

- Batrachedra meator
- Batrachedra megalodoxa
- Batrachedra metaxias
- Batrachedra microbias
- Batrachedra microdryas
- Batrachedra microstigma
- Batrachedra microtoma
- Batrachedra mictopsamma
- Batrachedra monophthalma
- Batrachedra mylephata
- Batrachedra myrmecophila
- Batrachedra notocapna
- Batrachedra nuciferae

- Ấu trùng ăn: Attalea, Cocos nucifera, Syagrus coronae

- Batrachedra ochricomella
- Batrachedra oemias
- Batrachedra orinarcha
- Batrachedra pacabilis
- Batrachedra pachybela
- Batrachedra paritor
- Batrachedra parvulipunctella
- Batrachedra pastor
- Batrachedra peltias
- Batrachedra phaneropa
- Batrachedra phorcydia
- Batrachedra phragmitidella
- Batrachedra pinicolella

- Ấu trùng ăn: Picea, Pinus sylvestris

- Batrachedra plagiocentra
- Batrachedra praeangusta

- Ấu trùng ăn: Populus, Salix

- Batrachedra praeangustella
- Batrachedra promylaea
- Batrachedra psilopa
- Batrachedra psithyra

- Ấu trùng ăn: various dương xỉ

- Batrachedra pulvella
- Batrachedra repertor
- Batrachedra rhysodes
- Batrachedra rixator
- Batrachedra ruficiliata
- Batrachedra sacrata
- Batrachedra salicipomenella

- Ấu trùng ăn: Salix

- Batrachedra salina
- Batrachedra satirica
- Batrachedra saurota
- Batrachedra scapulata
- Batrachedra scitator
- Batrachedra siliginea
- Batrachedra silvatica

- Ấu trùng ăn: Pinus roxburghii, also partly carnivorous (recorded feeding on mealybugs)

- Batrachedra sophroniella

- Ấu trùng ăn: Dryopteris cyatheoides

- Batrachedra stegodyphobius
- Batrachedra stenosema
- Batrachedra sterilis
- Batrachedra striolata

- Ấu trùng ăn: Agave shawii, Salix lasiolepis

- Batrachedra subglauca
- Batrachedra substrata
- Batrachedra supercincta
- Batrachedra tarsimaculata
- Batrachedra testor
- Batrachedra theca
- Batrachedra trimeris
- Batrachedra tristicta
- Batrachedra turdipennella
- Batrachedra unifasciella
- Batrachedra velox
- Batrachedra verax
- Batrachedra volucris
- Batrachedra xanthocrena
- Batrachedra zenochroa